# Lista de filmes portugueses de 2003
Lista de filmes portugueses de longa-metragem estreados em Portugal em 2003, nas salas de cinema.
Notas: Na secção coprodução, passando o cursor sobre a bandeira aparecerá o nome do país correspondente.
| #  | Filme                                          | Realização                 | Género                     | Estreia        | Coprodução                     |
| -- | ---------------------------------------------- | -------------------------- | -------------------------- | -------------- | ------------------------------ |
| 1  | Altar                                          | Rita Azevedo Gomes         | Drama, biografia           | 3 de outubro   | —                              |
| 2  | Duas                                           | Werner Schroeter           | Drama                      | 17 de janeiro  | Alemanha · França              |
| 4  | O Fascínio                                     | José Fonseca e Costa       | Drama                      | 26 de dezembro | —                              |
| 5  | A Filha                                        | Solveig Nordlund           | Drama                      | 25 de abril    | Suécia                         |
| 5  | Um Filme Falado                                | Manoel de Oliveira         | Comédia, drama             | 15 de outubro  | França · Itália                |
| 6  | Os Imortais                                    | António-Pedro Vasconcelos  | Ação, policial, drama      | 7 de novembro  | Luxemburgo · Reino Unido       |
| 7  | A Janela em Frente                             | Ferzan Özpetek             | Drama, romance             | 12 de setembro | Itália · Reino Unido · Turquia |
| 8  | Joana - A Louca                                | Vicente Aranda             | Drama, biografia, história | 7 de março     | Espanha · França · Itália      |
| 9  | A Minha Voz                                    | Flora Gomes                | Musical                    | 25 de maio     | França · Luxemburgo            |
| 10 | A Mulher Polícia                               | Joaquim Sapinho            | Drama                      | 30 de maio     | Espanha · França · Brasil      |
| 11 | A Mulher que Acreditava Ser Presidente dos EUA | João Botelho               | Comédia                    | 21 de março    | —                              |
| 12 | Nós                                            | Cláudia Tomaz              | Mistério, drama            | 28 de novembro | França                         |
| 13 | Os Obstinados                                  | Mariano Manzur             | Drama                      | 26 de setembro | Argentina                      |
| 14 | Onde Jaz o Teu Sorriso?                        | Pedro Costa Thierry Lounas | Documentário               | 17 de janeiro  | França                         |
| 15 | A Passagem da Noite                            | Luís Filipe Rocha          | Drama                      | 30 de maio     | —                              |
| 16 | Preto e Branco                                 | José Carlos de Oliveira    | Drama, guerra              | 26 de setembro | —                              |
| 17 | Quaresma                                       | José Álvaro Morais         | Drama                      | 3 de outubro   | —                              |
| 18 | O Rapaz do Trapézio Voador                     | Fernando Matos Silva       | Drama                      | 12 de setembro | Espanha                        |
| 19 | Vai e Vem                                      | João César Monteiro        | Comédia, drama             | 3 de junho     | França                         |
| 20 | Xavier                                         | Manuel Mozos               | Drama                      | 17 de outubro  | —                              |